# Aero Contractors

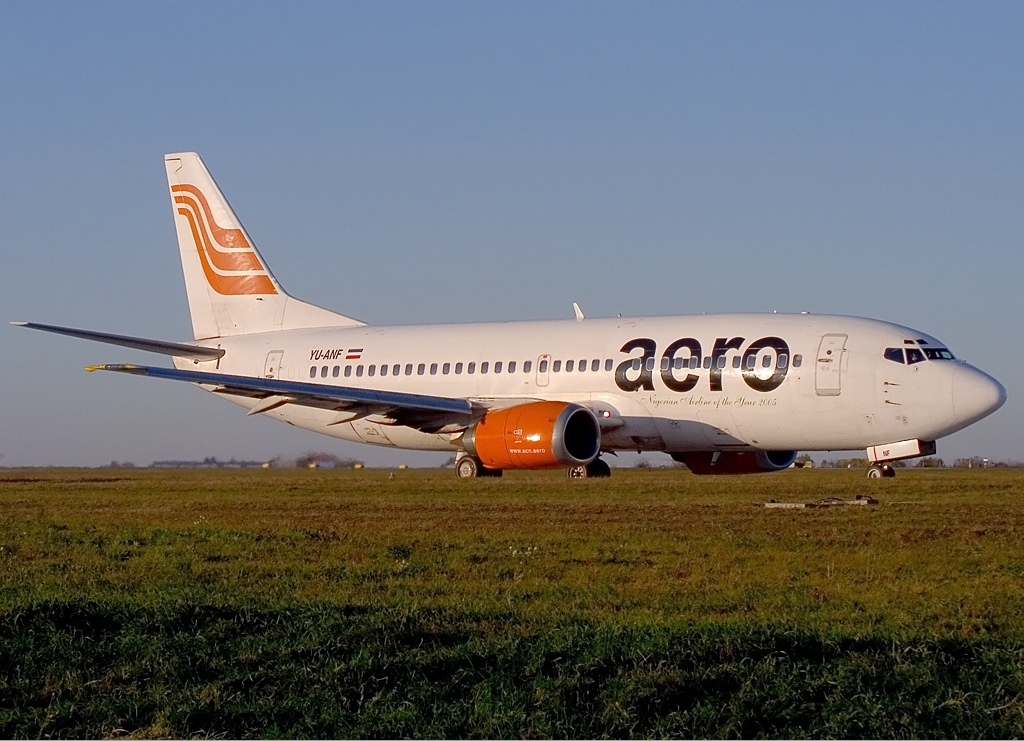
Boeing 737-500 der Aero Contractors, Belgrad 2006

Aero Contractors Ltd. ist eine US-amerikanische private Fluggesellschaft, die von der CIA kontrolliert wird und als Nachfolger von Air America gilt. Aero Contractors wurde 1979 von Jim Rhyne, einem ehemaligen Piloten von Air America, in Delaware, USA gegründet. Der Unternehmenssitz befindet sich in Smithfield im Johnston County des US-Bundesstaates North Carolina. Die Firma hatte 2006 acht Mitarbeiter.

## Zweck
Die CIA nutzt die zivilen Maschinen für den geheimen Transport von Gefangenen. So soll vermieden werden, dass eine Involvierung der US-Regierung bekannt wird. Laut Bericht der Times sollen Terrorverdächtige zu Befragungen in Länder geflogen werden, in denen härtere Verhörmethoden üblich sind, etwa nach Libyen oder Ägypten. Mit den Flugzeugen werden Gefangene in Black Sites gebracht, wo sie teilweise gefoltert werden.

## Basen
Aero Contractors besitzt in der Nähe von Raleigh, North Carolina, am Johnston County Flughafen (JNX) einen blauen Hangar am Ende der Charlie Day Straße, und baute einen weiteren, 6600 Quadratmeter großen Hangar auf dem Kinston Regional Jetport, der 2004 fertiggestellt wurde.

## Scheinfirma
Der amerikanische Auslandsgeheimdienst CIA besitzt laut einem Bericht der österreichischen Zeitung Die Presse vom 25. November 2005 drei Scheinfirmen – Tepper Aviation, Pegasus Technologies und Aero Contractors – insgesamt 26 Flugzeuge, von einer Boeing 737  bis zu militärischen Transportmaschinen.

### Beteiligte Personen
Inzwischen meldet auch die Süddeutsche Zeitung unter Berufung auf NDR-Erkenntnissen, dass die Firma Aero Contractors offenbar die faktische Nachfolgefirma von Air America ist, die bis in die 1970er-Jahre als geheime Airline der CIA operierte. Es konnte laut diesem Bericht die Verbindung zwischen den Entführungen deutscher Staatsbürger, der CIA und „Aero Contractors“ nachgewiesen werden. Gegen 13 Personen, die zum Teil bei „Aero Contractors“ beschäftigt sind und der CIA zugerechnet werden, wurde europaweit Haftbefehl erlassen. Nach Recherchen des NDR-Magazins Panorama handelt es sich dabei um folgende Personen (Tarnnamen):
1. Kirk James Bird alias Harry Kirk Elarbee
2. James Ohale
3. James Fairing alias James Kovalesky
4. Michael Grady
5. Jason Franklin
6. Hector Lorenzo
7. John Decker
8. Lyle Edgard Lumdsen
9. Walter Richard Greesbore
10. Bryam Charles
11. Jane Payne
12. Patricia Riloy
13. Eric Fair alias Eric Robert Hume

In Italien werden 26 Personen per Haftbefehl gesucht, darunter auch die oben genannten 13 Personen, davon sind drei möglicherweise mit ihren richtigen Namen bekannt.